# Escuela Bluecoat Chester
La Escuela Blue Coat está ubicada en Upper Northgate Street, Chester, Cheshire, Inglaterra. Está registrado en la Lista del Patrimonio Nacional de Inglaterra como un edificio catalogado de Grado II* designado.

## Historia
Antes de que se construyera la escuela, fue el sitio de un hospital medieval. En 1700 se construyó una escuela de caridad en el recinto de la Catedral de Chester; fue la primera escuela fuera de Londres establecida por la Sociedad para la Promoción del Conocimiento Cristiano. La escuela de caridad se trasladó a Blue Coat School, que se construyó en 1717. Se construyeron casas de beneficencia detrás de la escuela. La escuela era originalmente un edificio en forma de L, con su ala principal en Upper Northgate Street y un ala sur mirando hacia las murallas de la ciudad de Chester. El ala sur contenía una capilla y el ala principal el aula y los dormitorios. En 1733 se añadió un ala norte. En 1854 se añadió una nueva fachada al ala principal y se construyeron nuevas casas de caridad. El reloj se añadió al año siguiente. La escuela cerró en 1949 y los edificios fueron ocupados por el Chester College of Higher Education (ahora parte de la Universidad de Chester).  Su nombre se ha incorporado al título de la escuela secundaria Bishops' Blue Coat Church of England.

## Arquitectura
El edificio tiene planta simétrica en forma de U, y está construido en ladrillo con revestimientos de piedra. Tiene cubierta a cuatro aguas de pizarra gris, y es de dos plantas. El bloque principal tiene cinco bahías, con la bahía de entrada en el centro; las bahías segunda y cuarta están empotradas. Entre los vanos, y en las esquinas del edificio, hay cantoneras rústicas. El vano de entrada conduce a un pasaje pasante. La entrada está rodeada por una puerta de estilo toscano con arco carpanel. Encima hay un nicho que contiene la estatua pintada de un niño de Blue Coat esculpida por Edward Richardson. En el piso superior hay una ventana de guillotina de seis paneles, sobre la cual hay un frontón que contiene una esfera de reloj circular. Los tramos empotrados contienen una ventana de guillotina de 19 paneles con arco de canasta, y cada tramo lateral tiene una entrada con pilastras, sobre la cual hay un panel en blanco. Entre los pisos hay una banda de piedra. Cada bahía en el piso superior tiene una ventana de guillotina similar a la de la bahía central. En el centro de la parte superior del bloque hay una cúpula octogonal con techo de cobre. Las caras internas de las alas laterales tienen fenestración similar a la del bloque principal. Sus fachadas tienen ventanas de guillotina ojivales, y el ala norte tiene una ventana de sótano adicional.